# Micraspis
Micraspis ist die einzige Gattung der Micraspidaceae, die wiederum die einzige Familie der Ordnung der Micraspidales innerhalb der Schlauchpilze (Ascomycota) sind.

## Merkmale
Arten von Micraspis bilden als Fruchtkörper kugelförmige bis elliptische Apothecien, die sich im Inneren des Wirtsgewebes entwickeln und bei Reife herausbrechen. Es ist ein schwarz scheinendes Stroma vorhanden, das mit länglichen, unregelmäßigen Schlitzen aufreißt. Die Fruchtschicht hat dieselbe Farbe oder ist grau-orange. Das äußere Excipulum besteht an den Rändern aus einer textura epidermoidea, ein Gewebe mit eng miteinander verflochtenen Hyphen, die außen von einer dicken, gelblichen, lichtbrechenden Gelschicht bedeckt sind. Das innere Excipulum ist plektenchymatisch. Die Schläuche sind vier- bis achtsporig und inamyloid, die Zellwand an der Spitze ist stark verdickt mit einer augenförmigen Kammer. Die Sporen sind zylindrisch-spindelförmig bis keulig-elliptisch, septiert, ohne Hüllen und ohne oder nur mit wenigen kleinen Tröpfchen. Sie keimen auf beiden Polen und bringen zylindrische Konidien direkt aus der Sporenwand oder aus Keimschläuchen hervor. Bei der Nebenfruchtform werden Pyknidien gebildet, die makroskopisch nicht von den Apothecien unterschieden werden können. Sie sind einkammerig (unilokulär) bis vielkammerig (multilokulär) und knäuelig. Die Konidienträger sind einfach oder verzweigt, durchscheinend, glatt und oft auf die konidiogenen Zellen reduziert. Diese sind enteroblastisch-phialidisch, sie bilden die Konidien also innerseits und in Ketten. Sie sind durchscheinend, glatt, mit kleiner Öffnung und unscheinbarem Kragen. Die Konidien sind fadenförmig bis sichelförmig oder spindelig bis wurstförmig, durchscheinend, glatt und mit oder ohne Tröpfchen.
Von den morphologisch ähnlichen Ordnungen Leotiales, Phacidiales und Rhytismatales unterscheiden sie sich durch die textura epidermoidea im Excipulum und durch die Sporen, die Konidien aus ihren Zellwänden bzw. Keimschläuchen hervorbringen.

## Lebensweise und Verbreitung
Micraspis-Arten leben saprob oder parasitisch holarktisch verbreitet auf Kieferngewächsen. So lebt Micraspis acicola auf Nadeln von Schwarz-Fichte oder Amerikanischer Rot-Fichte, Micraspis strobilina lebt auf Zapfen der Waldkiefer und Micraspis tetraspora lebt auf entrindetem Holz der Sitka-Fichte.

## Systematik und Taxonomie
Die Gattung Micraspis wurde 1963 von Grant Dooks Darker erstbeschrieben, 2020 beschrieben Luis Quijada  und Joey B. Tanney die Gattung als monotypische Familie Micraspidaceae und die Ordnung Micraspidales.
Die Gattung  Micraspis enthält nur drei Arten.
- Micraspis acicola
- Micraspis strobilina
- Micraspis tetraspora